# Алюміній
Алюмі́ній, глине́ць — хімічний елемент 3 групи періодичної системи, його атомний номер 13, відносна атомна маса 26,9815. В природі існує єдиний стабільний ізотоп 27Al. Третій за вмістом елемент (і найпоширеніший метал) земної кори (після кисню і кремнію), що становить приблизно 8 % від її маси.

## Історія

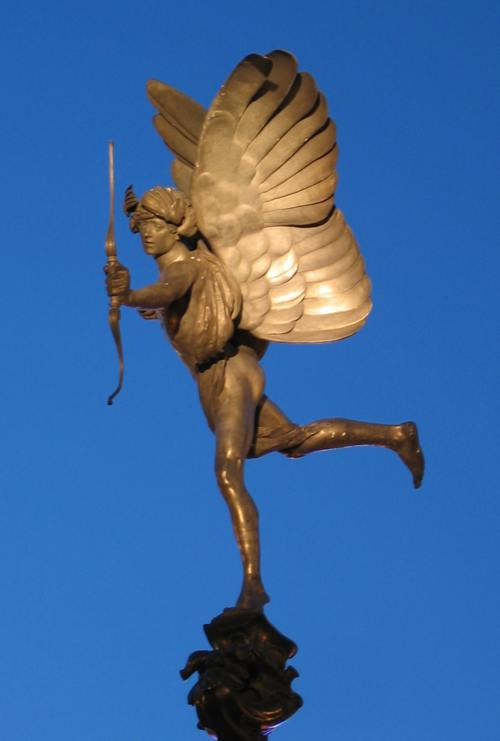
Статуя Антероса на площі Піккаділлі в Лондоні, виготовлена в 1893 і є однією з перших статуй відлитих з алюмінію

Назва алюміній походить від слова alumen (галун), яке своєю чергою виникло за Ісидором (VII ст. н. е.), у зв'язку з застосуванням цієї речовини як протрави для фарбування: «Alumen vocatur a lumin e, quod lumen coloribus praestat tingendis». Пліній описує галуни і їх застосування і знаходить згадку про них ще в Геродота (V ст. до н. е.) під назвою σττπτηρία. Однак в той час галуни (тобто KAl(SO4)2·12H2O) не відрізняли від сполук з аналогічною дією, наприклад залізного купоросу. В чистому вигляді галуни були отримані, очевидно, алхіміками. Земля, яка була в основі галунів, тобто оксид алюмінію, була вперше отримана в 1754 році Маргграфом, і пізніше отримала назву глинозем.
Гемфрі Деві в 1808 році визначив існування металу основи галунів, і назвав його алюміум, а пізніше алюмінум. Протягом 1808—1810 років він намагався електролітично виділити цей метал з глинозему, проте це йому не вдалось.
Вперше отримати металічний алюміній вдалося данському фізику Гансу Крістіану Ерстеду в 1825 році, термічним відновленням безводного хлориду алюмінію амальгамою калію.
Цей спосіб був вдосконалений Фрідріхом Велером, який замість амальгами застосував чистий калій в 1827 році. Веллеру також належить перший приблизно точний опис властивостей металу.
У 1854 році Анрі Сент-Клер Девіль вдосконалив метод Веллера й налагодив промислове виробництво алюмінію. Девіль в процесі отримання алюмінію замінив калій дешевшим натрієм, а також хлорид алюмінію сумішшю AlCl3 з NaCl, за рахунок чого компоненти суміші перебували в розплавленому стані. Досліди на заводі Жавеля завершились успішно і 18 липня 1855 року були отримані перші зливки металу масою 6-8 кг, які були показані на Всесвітній виставці в Парижі. В той час алюміній був настільки дорогим, що на виставці він був виставлений поряд з скарбами з державної казни, а імператор Наполеон III використовував посуд з алюмінію на державних прийомах.
У 1865 році російський вчений Микола Бекетов застосував реакцію взаємодії між кріолітом і магнієм для отримання алюмінію. Його спосіб мало чим відрізнявся від способу Девілля, але був простішим. В німецькому місті Гмелінгемі в 1885 році був збудований завод, який працював за методом Бекетова, де за п'ять років було отримано 58 т алюмінію — більше 1/4 всього світового виробництва алюмінію протягом 1854—1890 років.
Добування алюмінію хімічним способом не могло забезпечити промисловість дешевим металом, тому дослідникам довелось шукати інших способів виробництва алюмінію.
Ще в 1854 році Бунзену вдалось отримати алюміній електролітичним шляхом, а саме електролізом подвійного хлориду натрію і алюмінію.
В 1886 році Поль Еру в Франції і Чарльз Гол в США майже одночасно, незалежно один від одного запропонували добувати алюміній електролізом глинозему, розплавленого в кріоліті, чим започаткували сучасний спосіб добування алюмінію. Світове виробництво алюмінію швидко росло і в 1893 році перевищило 1 тис. тонн в рік. Подальші зміни цін на нього показано в таблиці.
| 1852 | 1854 | 1855 | 1856 | 1857 | 1858 | 1886 | 1888 |
| ---- | ---- | ---- | ---- | ---- | ---- | ---- | ---- |
| 1200 | 600  | 250  | 75   | 60   | 25   | 17   | 11,5 |
| 1890 | 1895 | 1900 | 1950 | 1965 | 1980 | 1989 |      |
| 5,0  | 1,15 | 0,73 | 0,40 | 0,54 | 1,53 | 1,94 |      |

У СРСР перші 8 кг алюмінію були отримані 27 березня 1929 р. у Ленінграді на заводі «Червоний виборець». У 1932 р. вступив до ладу перший у СРСР Волховський алюмінієвий завод, а на наступний рік — Дніпровський у Запоріжжі (перший алюмінієвий завод в Україні).

## Поширення в природі
Детальніше у статтях Ресурси і запаси алюмінію та Алюмінієві руди
Алюміній за розповсюдженням у земній корі займає третє місце. Його вміст в літосфері згідно з А. П. Виноградовим 8,05 %. Глобальні запаси алюмінію на Землі (в межах ноосфери) становлять 1,2·109 т (2000 р.), термін їх вичерпання за прогнозами Римського клубу — 55 років.
В природі зустрічається винятково у вигляді сполук, входить до складу 270 мінералів. Найрозповсюдженішими з них є подвійні силікати (польові шпати, слюди та ін.) і продукти їх вивітрювання — глини. З подвійних силікатів найважливіші: калієвий польовий шпат або ортоклаз K[AlSi3O8], натрієвий польовий шпат або альбіт Na[AlSi3O8], кальцієвий польовий шпат або анортит Ca[Al2Si2O8], плагіоклаз (ізоморфні суміші кальцієвого і натрієвого польового шпату: олігоклаз, андезин, лабрадорит); слюди: біотит, мусковіт, цинвальдит і лепідоліт. Близькі до польових шпатів нефелін Na[AlSiO4] і лейцит K[AlSi2O6]. Відомі подвійні силікати кальцію і алюмінію — цоїзит, епідот і везувіан, подвійний силікат магнію і алюмінію — кордієрит. Силікат алюмінію Al2SiO5 зустрічається у вигляді мінералів: кіаніту, силіманіту і андалузиту. З алюмосилікатів, що містять флуор можна відмітити топаз Al2(OH, F)2[SiO4].
Оксид алюмінію зустрічається у вигляді корунду і наждаку. Найважливіше джерело видобування алюмінію — боксит — складається з мінералів беміту і діаспору AlOOH і гідраргіліту (гібситу) Al(OH)3 (найбільші родовища в Австралії, Бразилії, Гвінеї, Ямайці). Важливим мінералом алюмінію є також кріоліт Na3AlF6.

## Ізотопи
| Ізотоп | Період напіврозпаду | Частинки, що поглинаються | Тип розпаду        | Енергія випромінювання, еВ | Деякі р-ії утворення                 |
| ------ | ------------------- | ------------------------- | ------------------ | -------------------------- | ------------------------------------ |
| 23Al   | 0,13 с              | —                         | —                  | —                          | -                                    |
| 24Al   | 2,07 с              | Нейтрон                   | β+ γ               | ~8,5 1,38-7,1              | Mg24 (p, n)                          |
| 25Al   | 7,5 с               | Нейтрон                   | β+                 | 3,2                        | Mg25 (p, n)                          |
| 26mAl  | 7,0 с               | Нейтрон                   | β+                 | 3,2                        | Mg25 (d, n)                          |
| 26Al   | 106 років           | Нейтрон                   | захоплення ел. β γ | - 1,16 1,83, 1,14          | Mg25 (d, n) Mg26 (p, n) Al27 (n, 2n) |
| 27Al   | стабільний          | —                         | —                  | —                          | -                                    |
| 28Al   | 144 с               | 2 протони 1 протон        | β- γ               | 2,86 1,78, 1,27            | Al27 (n, γ) Al27 (n, γ)              |
| 29Al   | 396 с               | Протон                    | β- γ               | 2,5, 1,4 1,28, 2,43        | Al (α, 2p) Mg(α, p)                  |

## Фізичні властивості
Алюміній — сріблясто-білий легкий метал, добрий провідник тепла і електрики, пластичний, легко піддається механічній обробці.
Кристалічна структура і атомний радіус
Алюміній має кубічну гранецентровану кристалічну ґратку (просторова група Fm3m). Найближча відстань між двома атомами становить 2,863 Å. Прийнятий період кристалічної ґратки алюмінію a = 4,0414 Å при кімнатній температурі. Кристалічна ґратка стабільна при температурах від 4 К і до температури плавлення 933 К. Параметр ґратки дуже слабо змінюється від наявності домішок.
Атомний радіус алюмінію визначений як половина між найближчими атомами-сусідами в кристалічній структурі і рівний 1,43Å. В кристалічній структурі алюмінію металічний зв'язок.
Густина
Теоретична густина алюмінію обрахована за параметрами його кристалічної ґратки становить 2,69872 г/см³. Експериментальні дані густини для полікристалічного алюмінію 99,996 % чистоти становлять 2,6989 (при 20 °C) г/см³, а для монокристалів — на 0,34 % вище.
Так, густина розплавленого алюмінію чистотою 99,996 % на 6,6 % менше, ніж у твердого металу, і при температурі 973 К становить 2357 кг/м³ і майже лінійно знижується до 2304 кг/м³ при температурі 1173 К.
Термічне розширення
Коефіцієнт термічного розширення α відпаленого алюмінію чистотою 99,99 % при температурі 293 К становить 23·10−6 і практично лінійно зростає до 37,3·10−6 К−1 при температурі 900 К.
Теплопровідність
Теплопровідність повністю відпаленого алюмінію в твердому стані знижується з ростом температури від 2,37 (298 К) до 2,08 Вт·см−1·К−1 (933,5 К) і при температурах вище 100 К вона малочутлива до чистоти металу.
При нагріванні алюмінію і переході його з твердого стану в рідкий у нього різко зменшується теплопровідність: з 2,08 до 0,907 Вт·см−1·К−1, а далі з ростом температури вона збільшується і при температурі 1000 °C становить вже 1,01 Вт·см−1·К−1.
Електропровідність
Питомий опір алюмінію високої чистоти (99,99 %) при температурі 20 °C становить 2,6548·10−8. Провідність алюмінію сильно залежить від його чистоти, причому вплив різних домішок залежить не тільки від концентрації цієї домішки, а й від того чи вона знаходиться в твердому розчині чи поза ним. Найбільш сильно підвищують опір алюмінію домішки хрому, літію, мангану, магнію, титану і ванадію. Питомий опір ρ (мкОм·м) відпаленого алюмінієвого дротика в залежності від вмісту домішок (%) можна приблизно визначити за наступною формулою: ρ = 0,0264 + 0,007Si + 0,0007Fe + 0,04(Ti + V + Cr +Mn)
При температурі 1,175 ± 0,001 К алюміній переходить в надпровідний стан.
Питомий опір алюмінію при переході з твердого стану в рідкий стрибком зростає з 11 до 24 мкОм·см.
Плавлення і кристалізація
Температура плавлення алюмінію дуже чутлива до чистоти металу і для високочистого алюмінію (99,996 %) становить 933,4 К (660,3 °C), а температура початку кристалізації алюмінію за Шкалою температур Кельвіна (1968 р.) вважається рівною 660,37 °C і її використовують протягом десятків років для калібрування термопар. Підвищення зовнішнього тиску збільшує температуру плавлення алюмінію, і вона досягає 700 °C при тиску близько 100 МПа.
Температура кипіння алюмінію становить приблизно 2452 °C, прихована теплота плавлення чистого алюмінію — 397 Дж·г−1, а прихована теплота випаровування 9462Дж·г−1.
Питома теплоємність Ср алюмінію при 0 °C становить 0,90 Дж·г−1·К−1, зі збільшенням температури вона зростає і визначається рівнянням: Ср = С0 + bT,
де С0 — теплоємність при температурі 0 °C; b = 2,96·10−3; T — температура, К.
Поверхневий натяг
Поверхневий натяг σ має максимальне значення при температурі плавлення і з ростом температури він знижується: σ = 868 — 0,152(t — tп),
де σ — поверхневий натяг, Н/м; t — температура, °C; tп — температура плавлення алюмінію, °C.
В'язкість
В'язкість алюмінію при температурі плавлення становить 0,012 Па·с і збільшується при наявності навіть невеликого вмісту твердих включень, наприклад, оксиду алюмінію і нерозчинних домішок. З ростом температури в'язкість знижується. Легуючі добавки Ti, Fe, Cu збільшують, а Si і Mg знижують в'язкість сплаву.
Термодинамічні властивості
Основні термодинамічні властивості алюмінію в рідкому і твердому станах наведені в таблиці (температура в Кельвінах, теплоємність, ентропія і ентальпія в Дж·моль−1·К−1).
| Температура T | Теплоємність Cp | Ентропія S | Ентальпія H-H298 |
| ------------- | --------------- | ---------- | ---------------- |
| 0             | 0,000           | 0,000      | -4,580           |
| 200           | 21,59           | 19,14      | -2,290           |
| 400           | 25,64           | 35,68      | 2,550            |
| 600           | 28,12           | 46,53      | 7,920            |
| 800           | 30,64           | 54,96      | 13,790           |
| 1000          | 29,31           | 73,29      | 30,620           |
| 1200          | 29,31           | 78,64      | 36,480           |
| 1400          | 29,31           | 83,15      | 42,340           |

Алюміній належить до головної підгрупи третьої групи періодичної системи елементів, його порядковий номер — 13.
Електронна конфігурація алюмінію — 1s22s22p63s23p1. На зовнішньому енергетичному рівні знаходиться три валентних електрони, тому в хімічних сполуках алюміній зазвичай трьохвалентний. Менш характерні ступені окиснення +1 і +2, можливі тільки вище 800 °C в газовій фазі. Енергія іонізації алюмінію Al0 → Al+ → Al2+ → Al3+ відповідно дорівнює 5,984, 18,828, 28,44 еВ.
Спорідненість до електрона 0,5 еВ. Електронегативність за Полінгом 1,61, атомний радіус 0,143 нм, йонний радіус Al3+ (у дужках вказані координаційні числа) 0,053 нм (4), 0,062 нм (5), 0,067 нм (6).
Алюміній — хімічно активний елемент. У електрохімічному ряді напруг він стоїть поруч з лужними і лужноземельними елементами. Його стандартний електродний потенціал рівний −1,67 В.
При звичайних умовах алюміній легко взаємодіє з киснем повітря і вкривається тонкою (2·10−5 см), але міцною оксидною плівкою Al2О3 (пасивація), яка захищає його від подальшого окислення, обумовлюючи цим високу корозійну стійкість, надає йому матового вигляду і сіруватого кольору. Однак при вмісті в алюмінію чи навколишньому середовищі ртуті, натрію, магнію, кальцію, кремнію, міді і деяких інших елементів міцність оксидної плівки і її захисні властивості різко знижуються.
При 25 °C алюміній реагує з хлором, бромом, йодом утворюючи відповідно хлорид алюмінію AlCl3, бромід алюмінію AlBr3, йодид алюмінію AlI3, при 600 °C — з фтором утворюючи фторид алюмінію AlF3.
Порошкоподібний алюміній при температурі вище 800 °C утворює з азотом нітрид алюмінію. При взаємодії атомарного водню з парами алюмінію при −196 °C утворюється гідрид (AlH)x (x=1, 2). Вище 200 °C алюміній реагує з сіркою даючи сульфід Al2S3. З фосфором при 500 °C утворює фосфід AlP. При взаємодії розплавленого алюмінію з бором утворюються бориди AlB2, AlB12. При 1200 °C алюміній реагує з вуглецем утворюючи карбід алюмінію Al4C3. В присутності розплавлених солей (кріоліт та ін.) ця реакція протікає при меншій температурі — 1000 °C
Вище 800 °C можуть утворюватись сполуки одновалентного алюмінію, наприклад
{\displaystyle \mathrm {Al_{2}X_{3}+4\ Al\rightarrow 3\ Al_{2}X\;\;(X\in \{O,S,Se\})} }
З рядом металів і неметалів алюміній утворює сплави, в яких містяться інтерметалічні сполуки — алюмініди, зазвичай досить тугоплавкі і володіють високою твердістю і жаростійкістю.
Завдяки утворенню оксидної плівки алюміній досить стійкий не тільки у відношенні повітря, а й води. З водою алюміній не взаємодіє навіть при нагріванні. Але коли оксидну плівку зруйнувати, алюміній енергійно взаємодіє з водою, витісняючи водень:
{\displaystyle \mathrm {2\ Al+6\ H_{2}O\rightarrow 2\ Al(OH)_{3}+3\ H_{2}\uparrow \;} }
Алюміній має амфотерні властивості, він реагує з кислотами і лугами.
Він легко взаємодіє з розбавленими азотною і сульфатною кислотами:
{\displaystyle \mathrm {2\ Al+6\ HNO_{3}\rightarrow Al(NO_{3})_{3}+3\ NO_{2}\uparrow +3H_{2}O} }
{\displaystyle \mathrm {2\ Al+3\ H_{2}SO_{4}\rightarrow Al_{2}(SO_{4})_{3}+3\ H_{2}\uparrow } }
Дуже розбавлені, а також дуже міцні HNO3 і H2SO4 на алюміній майже не діють. У відношенні до ортофосфатної і оцтової кислот алюміній стійкий. Чистий метал також стійкий до хлоридної кислоти, але звичайний технічний в ній розчиняється.
У розчинах сильних лугів (NaOH, KOH) алюміній розчиняється з виділенням водню і утворенням алюмінатів:
{\displaystyle \mathrm {2\ Al+2\ NaOH+6\ H_{2}O\rightarrow 2\ Na[Al(OH)_{4}]+3\ H_{2}\uparrow } }
Досить енергійно він роз'їдається також розчином NH4OH.

## Механічні властивості
Механічні властивості алюмінію значною мірою залежать від кількості домішок в ньому, його попередньої механічної обробки і температури. З збільшенням вмісту домішок міцнісні властивості алюмінію зростають, а пластичність зменшується, причому ці властивості проявляються навіть при невеликій зміні чистоти алюмінію від 99,5 до 99,00 %. При охолодженні нижче 120 К міцнісні властивості алюмінію на відміну від більшості металів зростають, а пластичні не змінюються.
Основні механічні властивості алюмінію характеризуються такими показниками:
- модуль пружності (Юнга) E — відношення докладеного зусилля до лінійної деформації в межах пружної ділянки розтягу. Для алюмінію чистотою 99,25 % при кімнатній температурі він дорівнює 710 МН/м², а для алюмінію чистотою 99,98 % тільки 670 МН/м²;
- стискуваність алюмінію характеризується зміною об'єму при високому тиску (V) до об'єму при нормальному тиску (V0). Дані V/V0 для алюмінію чистотою 99,999 % наведені нижче:

| Тиск, ·102 МПа | Об'ємний стиск V/V0 | Тиск, ·102 МПа | Об'ємний стиск V/V0 |
| -------------- | ------------------- | -------------- | ------------------- |
| 5              | 0,9937              | 30             | 0,9650              |
| 10             | 0,9876              | 35             | 0,9597              |
| 15             | 0,9817              | 40             | 0,9546              |
| 20             | 0,9760              | 45             | 0,9497              |
| 25             | 0,9704              |                |                     |

- твердість за Брінелем для відпаленого алюмінію становить 170 МПа, для холоднокатаного — 270 МПа;
- межа розтягу σр для відпаленого алюмінію становить 50 МПа, для холоднокатаного — 115 МПа;
- границя міцності σм — напруження, відповідне найбільшому навантаженню перед руйнуванням, при кімнатній температурі для алюмінію чистотою 99,99 % становить 4,5; 99,8 % — 6,3; 99,7 % — 6,7; 99,6 % — 0,7 МН/м²;
- відносне видовження характеризує пластичність алюмінію і при кімнатній температурі для відпаленого алюмінію чистотою 99,5 % становить 45 %, а при чистоті алюмінію 99,99 % — 61 %, збільшуючись при температурі 427 °C до 131 %. Для холоднокатаного алюмінію відносне видовження становить 5,5 % при кімнатній температурі.

## Отримання
Алюміній отримують електролізом розчину глинозему (техн. Al2O3) в розплавленому кріоліті Na3[AlF6] при 950—960 °C. Склад електроліту 75-90 % за масою Na3[AlF6], 5-12 % AlF3, 2-10 % CaF2, 1-10 % Al2O3, молярне відношення NaF/AlF3 = 2,20-2,85 .
Промисловий комплекс з отримання алюмінію включає виробництво глинозему з алюмінієвих руд, кріоліту та інших фторидів, вуглецевих анодних і футерувальних матеріалів і власне електролітичне отримання алюмінію.
Електроліз проводять в апаратах катодом в яких служить дно ванни, анодом — попередньо обпалені вугільні блоки або самообпалюючі електроди, поміщені в розплавлений електроліт. У розплаві відбуваються такі реакції:
Розплавлений алюміній при температурі електролізу важчий, ніж електроліт, тому накопичується на дні ванни. На аноді виділяється O2, який взаємодіє з вуглецем анода, який вигорає, утворюючи СО та СО2.
Густина струму на аноді 0,7-0,9 А/см², на катоді — 0,4-0,5 А/см², для різних типів електролізерів сила струму становить 100—250 кА, робоча напруга 4,2-4,5 В.
Для отримання 1 т чорнового алюмінію витрачається 14500-17500 кВт·год електроенергії, 1925—1930 кг глинозему, 500—600 кг анодного матеріалу, 50-70 кг фтористих солей. Добова продуктивність однієї ванни середньої потужності — від 550 до 1200 кг алюмінію. Алюміній відбирають з електролізера один раз на 1-2 доби.
Алюміній високої чистоти (не більше 0,05 % домішок) отримують електролітичним рафінуванням чорнового алюмінію, який містить до 1 % домішок. Як електроліт найчастіше використовують розплав Na3[AlF6], BaCl2 (до 60 %) NaCl (до 4 %).
Для отримання алюмінію особливої чистоти (не більше 0,001 % домішок) застосовують зонне плавлення.
Алюміній розливають в зливки, які потім переробляють в листи, фольгу, профілі, дріт. Він добре зварюється, піддається куванню, штампуванню, прокатці, волочінню і пресуванню, а також обробляється методами порошкової металургії.

## Застосування
Завдяки таким властивостям, як мала густина, висока тепло- і електропровідність, висока пластичність і корозійна стійкість, достатньо високі міцнісні властивості (особливо в сплавах) і багатьом іншим цінним властивостям, алюміній отримав винятково широке розповсюдження в різноманітних галузях сучасної техніки і відіграє найважливішу роль серед кольорових металів. Його широкому розповсюдженню сприяє найнижча вартість серед всіх кольорових металів.
Важливою особливістю застосування алюмінію в техніці є те, що він досить складно піддається пайці та лудінню. Хімічно стійка оксидна плівка, утворювана на його поверхні, важко видаляється за допомогою звичайних флюсів. З огляду на це, починаючи з кінця 1930-х років, ведеться пошук нових методів паяння, спеціально призначених для алюмінію та його сплавів, одним з яких є ультразвукове паяння із застосуванням м'яких припоїв.
Чистий алюміній застосовують у виробництві фольги, яку широко використовують для виробництва електролітичних конденсаторів і пакувальних матеріалів для харчових продуктів.
Завдяки дешевизні і високій провідності, меншій густині алюміній майже повністю витіснив мідь з виробництва провідникової продукції (дроти, кабелі, шинопроводи та ін.) Також алюміній застосовують у виготовленні корпусів і охолоджувачів діодів, спеціальної хімічної апаратури.
Покриття з алюмінію наносять на сталеві вироби для підвищення їх корозійної стійкості. Способи нанесення: розпилення (для захисту сталевих виробів, що експлуатуються в приморських зонах, на хімічних підприємствах); занурення в розплав (для отримання алюмінованих сталевих стрічок); плакіювання прокатуванням (біметалічні стрічки); вакуумне напилення (для алюмінування стрічок зі сталі, тканин, паперу і пластмас, інструментальних дзеркал); електрохімічний спосіб (для отримання матеріалів і виробів з захисно-декоративними властивостями).

### Алюміній в електротехніці
Одним з найважливіших споживачів алюмінію є електротехнічна промисловість.
Основна кількість провідникової продукції — голі, обмоткові і ізольовані проводи, кабелі в одно- і багатожилковому виконанні виробляють за двохстадійною технологією: спочатку на алюмінієвих заводах з рідкого сплаву отримують заготовку діаметром 9-10 мм, а потім на кабельних заводах волочінням її доводять до потрібного діаметра.
Електрична провідність відпаленого алюмінію чистотою 99,6 % становить 62 % провідності відпаленої міді, межа міцності рівна 0,84-2,04 МН/м² в залежності від ступеня відпалення. При потребі вищих міцнісних характеристик використовують сплави з підвищеним вмістом легуючих елементів. Для високовольтних ліній електропередачі використовують алюмінієві проводи, зміцнені сталевим дротом чи з сталевим сердечником.
Шинопроводи виробляють з різноманітних алюмінієвих сплавів чи з алюмінію марки АЕ. Перерізи шин сягають великих розмірів — їх ширина і товщина рівні відповідно 800 і 450 мм, а їх вартість становить лиш третину від вартості еквівалентних мідних шин.
Алюміній у вигляді фольги завтовшки 0,00635 мм використовують в сильнострумних статичних конденсаторах для покращення коефіцієнта потужності, а також для телефонних кабелів, радіаторів для охолодження великих напівпровідникових випростувачів та в багатьох інших виробах.

### Алюміній в транспорті
Використовують в автомобілебудуванні та авіабудуванні.

### Алюміній в пакуванні
Алюмінієву фольгу широко використовують для пакування:
- харчових продуктів: молочні продукти (йогурт, плавлений сир, масло), солодощі (плитки шоколаду, морозиво), кава, чай, дитяче харчування, сухі продукти (супи, картопляне пюре)
- напоїв: безалкогольні напої, соки, молоко
- готових страв
- корму для тварин
- фармацевтики: таблетки, мазі, трансдермальні терапевтичні системи
- косметики: туби зубних паст, вологі серветки
- промислових товарів: клеї, чорнила картриджів, хімікати

### Сплави алюмінію
Головне застосування алюмінію — виробництво сплавів на його основі. Алюміній — основа легких сплавів. Легуючі добавки (мідь, кремній, магній, цинк, манган) вводять в алюміній головним чином для підвищення його міцності. Широко розповсюджені дуралюміни, які містять мідь та магній, силуміни, в яких основними добавками є кремній, магналії (сплав алюмінію з магнієм). Головними перевагами всіх сплавів алюмінію є їх мала густина (2,5-2,8 г/см³), висока міцність (в перерахунку на одиницю ваги), задовільна стійкість проти атмосферної корозії, порівняно мала вартість та легкість отримання та обробки. Алюмінієві сплави використовують в ракетній техніці, в авіа-, авто-, судно- та приладобудуванні та в багатьох інших галузях промисловості. Раніше використовували для виробництва посуду. За частотою використання сплави алюмінію займають друге місце після сталі та чавуна.

### Порошки алюмінію
Велике практичне значення мають алюмінієві порошки і частинки. Розмір частинок становить від 0,015 до 17000 мкм, а розмір порошків — від 1 до 1000 мкм. Форма може бути сферичною, в вигляді тонких лусочок і частинок неправильної форми.
Порошки виробляються за різними технологіями і відрізняються розмірами і фізико-хімічними властивостями. Отримують порошки розпиленням в струмені повітря чи води, методом відцентрового лиття, гранулюванням через вібруюче сито з наступним охолодженням водою, розмолом у мельницях, охолодженням алюмінію з газової фази та ін.
Алюмінієві порошки використовують у металургії як легуючі добавки, в алюмотермії (для термітного зварювання та відновлення сполук Cr, Mn, W, Ca).
Порошки застосовуються в хімічній промисловості для синтезу алюмоорганічних сполук і як каталізатор, а також для отримання ряду сполук алюмінію.
Алюмінієві порошки застосовують як компонент вибухових речовин, піротехнічних сумішей і твердого ракетного палива. Внаслідок реакції окиснення алюмінію виділяється велика кількість енергії, тому летучі речовини, які входять до складу ВР чи палива нагріваються до високої температури.
Алюмінієву пудру і пасту використовують як пігменти лакофарбових матеріалів. Пудру також застосовують як газоутворювач в виробництві чарункуватих бетонів.
Також з алюмінієвих порошків виготовляють різноманітні деталі методами порошкової металургії. Це дозволяє знизити відходи металу до мінімуму, а також деталі зі спечених порошків мають унікальні характеристики і в ряді випадків заміняють такі метали як титан і високоміцні марки сталі.

## Біологічна роль
Алюміній входить до складу тканин тварин і рослин; в органах ссавців виявлено від 10−3 до 10−5 % алюмінію (на сиру речовину). Алюміній накопичується в печінці, підшлунковій і щитотоподібній залозах. В рослинних продуктах вміст алюмінію коливається від 4 мг на 1 кг сухої речовини (картопля) до 46 мг (жовта ріпа), в продуктах тваринного походження — від 4 мг (мед) до 72 мг на 1 кг сухої речовини (яловичина). В денному раціоні людини вміст алюмінію досягає 35-40 мг. Відомі організми — концентратори алюмінію, наприклад плауни (Lycopodiaceae), які містять в золі до 5,3 % алюмінію, молюски (Helix и Lithorina), в золі яких 0,2-0,8 % Алюмінію.
Утворюючи нерозчинні сполуки з фосфатами, алюміній порушує живлення рослин (поглинання фосфатів коренями) і тварин (всмоктування фосфатів в кишці).